# Winden (Haag in Oberbayern)
Winden ist ein Kirchdorf und ein Ortsteil des Marktes Haag in Oberbayern im oberbayerischen Landkreis Mühldorf am Inn.

## Geschichte
Keltische und anschließend eine römische Besiedelung lässt sich nachweisen. Winden wird erstmalig 1109 im Zusammenhang mit einem Chonnradus de Winden genannt, bestand aber vermutlich schon in karolingischer Zeit. 1315 erfolgt die erstmalige Erwähnung der Kirche im Konradinischen Matrikel des Bischofs Konrad von Freising als Filialkirche der Pfarrei Kirchdorf. Winden zählte wie Kirchdorf zur Grafschaft Haag, welche von 1200 bis 1804 Bestand hatte. Von 1818 an war Winden Hauptort der durch das bayerische Gemeindeedikt gegründeten Gemeinde Winden mit eigener Gemarkung. Das Kirchdorf Oberndorf und zahlreiche Weiler wie u. a. Berg, Bichl, Holzapfel, Hundschedel, Oberholz, Radersberg, Rain, Sinkenbach und Stauden gehörten ebenfalls zum Gemeindegebiet. Seit der Gebietsreform am 1. Juli 1971 ist Winden Ortsteil der Marktgemeinde Haag.
Im 18. Jahrhundert erfolgte der Neubau der Kirche Sankt Jakob in Winden. 1861 wurde beim Brand eines Nachbaranwesens die Kirche stark in Mitleidenschaft gezogen. Die Kuppel des Turmes war so stark beschädigt, dass diese entfernt wurde und ein Spitzturm errichtet wurde. 1909 wurde das benachbarte Oberndorf aus seelsorglichen Gründen mit den Filialen Winden und Pyramoos zu einer katholischen Expositur erhoben. Die Pfarrerhebungsfeier konnte am Fest Mariä Heimsuchung am 2. Juli 1955 gefeiert werden. Seit 1. April 1989 bildet die Pfarrei Oberndorf, zu der Winden kirchlich gehört, mit der Nachbarpfarrei Mariä Himmelfahrt Haag i.OB den Pfarrverband Haag.
Winden war mit Eröffnung der Bahnstrecke Thann-Matzbach–Haag ab dem 27. September 1900 mit einem Bahnhof, später Haltepunkt an das europäische, normalspurige Eisenbahnnetz angeschlossen. Am 28. September 1968 stellte die DB den Reisezugverkehr ein. Am 1. Februar 1974 folgte die Einstellung des Gesamtbetriebes auf dem Abschnitt Bhf. Isen – Hp. Berging - Hp. Pyramoos - Hp. Winden - Bhf. Haag.